# Sinagoga de Savoca
La sinagoga de Savoca era un edificio religioso en Savoca .

## Historia
Las ruinas de lo que, durante la Edad Media, fue la "Mischita" de los judíos de Savoca, se encuentran a pocos pasos de la Iglesia de San Michele y del Palazzo della Curia del siglo XIV (ahora la Oficina de Empleo), justo en las laderas de la colina donde se encuentra el Castillo de Pentefur .
La antigua construcción se encuentra en malas condiciones de conservación, invadido por matorrales y suelo aluvial, en su interior hay una cisterna profunda. En la fachada principal se ven dos arcos de piedra, mientras que en la lateral se ve una ventana de arenisca fina, todavía en buen estado; son característicos los sillares de piedra angular que unen dicho alzado con el muro oeste. Desconocemos el año de construcción de este edificio, que tenía dos plantas sobre rasante, solo sabemos (gracias a documentos antiguos que lo identifican con absoluta precisión "en el centro y en el mejor lugar" del casco antiguo) que ya existía en el 1408. Los judíos que residían en Savoca y en las aldeas y pueblos vecinos se beneficiaron de esta sinagoga.
Dado que este edificio de culto se encontraba en un barrio habitado por cristianos, además cerca de las iglesias y del edificio donde se asentaban la administración y los magistrados de la ciudad, en agosto de 1470 fue confiscado por orden del Virrey del Reino de Sicilia Lope III Ximénez de Urrea y de Bardaixi. El propio virrey ordenó que se construyera la sinagoga en otro lugar. El motivo de esta disposición se encuentra en el hecho de que los judíos de Saboya, al oficiar sus ritos (especialmente el sábado ) cantaban himnos en voz tan alta que perturbaban las actividades de los cristianos que se desarrollaban a unos pasos de distancia. En consecuencia, la sinagoga fue confiscada y revendida a un cristiano, un ciudadano particular del lugar, un tal Fulippu Sturiali (Filippo Sturiale en italiano) que tuvo que pagar a sus conciudadanos judíos una suma igual a ¼ del valor de la propiedad y "entregar o ceder” una tierra o edificio en el que dichos judíos podrían haber construido o transferido su sinagoga. Una vez hecho esto, el nuevo comprador transformó el edificio de culto en una casa residencial. 
No se sabe dónde los judíos de Saboya establecieron su nuevo lugar de culto. Unos años más tarde, en 1492, los judíos se vieron obligados a abandonar el Reino de Sicilia. Su antigua sinagoga siguió siendo una residencia civil durante siglos; en el siglo XX se utilizó como establo, luego, tras el derrumbe del techo, se convirtió en una ruina a cielo abierto. Es interesante recordar que en Savoca también había un cementerio judío, ubicado en Moselle (cerca de la aldea de Rina) cerca de la margen derecha del torrente Agrò .
La antigua construcción ha sido, a lo largo de los años, objeto de estudios por numerosos expertos; en 1997, se comprobó la orientación del edificio en dirección este-oeste (es decir, hacia Jerusalén ) y la presencia de una gran cisterna para la recogida de agua de lluvia que se utilizaba para las abluciones rituales. En 2014, en las ruinas de la sinagoga, se descubrió una lápida con la estrella de David tallada en ella. El 7 de agosto de 2014, estas ruinas fueron visitadas por un gran grupo de expertos encabezados por el rabino jefe de Siracusa prof. Stefano Di Mauro, que llegó al interior de la sinagoga y tocó el característico Shofar. El 29 de enero de 2015, la Superintendencia del Patrimonio Cultural de Messina aprobó un proyecto para la seguridad del edificio antiguo.

## Artículos relacionados
- Savoca
- Comunidad judía de Savoca
- Historia de la Sicilia judía

- Datos: Q21208588
- Multimedia: Sinagoga (Savoca) / Q21208588